# Подопригора, Роман Анатольевич
Роман Анатольевич Подопригора (род. 25 июня 1966, Алма-Ата, Казахская ССР) — казахстанский юрист. Доктор юридических наук, профессор. Судья Конституционного Суда Республики Казахстан (с 1 января 2023 года).

## Биография
В 1990 году окончил Казахский государственный университет имени С. М. Кирова. В 1993 году получил учёную степень кандидата юридических наук. В 2003 году получил степень доктора юридических наук (диссертация по теме «Административно-правовое регулирование деятельности религиозных объединений в зарубежных странах»).
Занимался преподавательской и научной деятельностью:
- 1993—1996 годы — старший преподаватель Казахского национального университета имени аль-Фараби;
- 1996—2007 годы — доцент, заведующий кафедрой, профессор Высшей школы права «Адилет»;
- 2004—2010, 2015—2016 годы — профессор КИМЭП;
- 2006—2009, 2013—2022 годы — главный научный сотрудник Института законодательства Республики Казахстан;
- 2007—2014 годы — заместитель директора Научно-исследовательского института финансового и налогового права;
- с 2007 года — профессор Каспийского университета;
- 2020—2022 годы — директор Научно-исследовательского института публичного права Каспийского университета (2020—2022).

С 1 января 2023 года назначен судьёй Конституционного Суда Республики Казахстан указом президента Казахстана Касым-Жомарта Токаева.

## Награды
- Орден «Курмет» (24 октября 2024)
- Медаль «10 лет Конституции Казахстана» (2005)
- Медаль «25 лет Конституции Казахстана» (2020)
- Нагрудный знак «За заслуги в развитии науки Республики Казахстан» (2022)